# Anchusa cespitosa
Anchusa cespitosa ist eine Pflanzenart aus der Familie der Raublattgewächse (Boraginaceae).

## Merkmale
Anchusa cespitosa ist eine ausdauernde Polster-Staude oder ein Polster-Zwergstrauch. Die Art ist klein, dichtrasig, polsterbildend, am Grund holzig, mit anliegenden Borsten bedeckt und erreicht Wuchshöhen von 1 bis 10 Zentimeter. Die Blätter sind 2 bis 5 Zentimeter groß. Die Wickel sind einblütig. Die Kelchzipfel sind stumpf. Der Kronsaum hat einen Durchmesser von 10 bis 13 Millimeter und ist tiefblau. Die Klausen sind 2,5 × 3,5 Millimeter groß und halbkugelig oder breiter als lang.
Die Blütezeit reicht von Juni bis September.
Die Chromosomenzahl beträgt 2n = 16.

## Vorkommen
Anchusa cespitosa ist auf Kreta in der Präfektur Chania endemisch. Die Art wächst in den Lefka Ori in Igelpolsterheiden und Dolinen auf Kalk in Höhenlagen von (1200) 1600 bis 2250 Meter.